# Sarina Hülsenbeck
Sarina Hülsenbeck, verheiratete Fischer (* 5. Juli 1962 in Rostock) ist eine ehemalige deutsche Schwimmerin.
Sarina Hülsenbeck startete für den ASK Vorwärts Potsdam, wo sie von Dierk Besen trainiert wurde. Die Freistilspezialistin gewann bei den Spartakiaden 1975 und 1977 die Rennen über 100 Meter. 1979 und 1980 wurde sie bei der DDR-Meisterschaft auf der Strecke Vierte. Damit konnte sie sich 1980 für die 4-mal-100-Meter-Freistilstaffel der DDR bei den Olympischen Sommerspielen 1980 in Moskau qualifizieren. Mit der Staffel wurde Hülsenbeck Olympiasiegerin. Dabei stellte sie mit Barbara Krause, Caren Metschuck und Ines Diers in 3:42,71 Minuten einen neuen Weltrekord auf. Für diesen Erfolg wurde sie mit dem Vaterländischen Verdienstorden in Silber ausgezeichnet.
Nach ihrer aktiven Karriere studierte Hülsenbeck an der Pädagogischen Hochschule Potsdam. Sie ist mit dem vierfachen Weltmeister im Kanurennsport Frank Fischer, dem Bruder von Birgit Fischer, verheiratet, mit dem sie eine Tochter und einen Sohn hat, die beide auch Kanuten sind bzw. waren. Ihre Tochter Fanny ist dabei mit Goldmedaillen bei Olympischen Spielen und anderen internationalen Meisterschaften die erfolgreichere der Geschwister. Die Lehrerin startet heute noch manchmal im Drachenboot des Kanu Clubs Potsdam. Dort engagiert sie sich im Verein Preussen-Kanu, einer Abteilung im OSC Potsdam Luftschiffhafen (Preussen-Kanu).